# Synagoga w Ujeździe
Synagoga w Ujeździe – nieistniejąca synagoga, która znajdowała się w Ujeździe przy obecnej ulicy Słowackiego. Została zbudowana w 1827 na placu zakupionym przez członków gminy żydowskiej na początku XIX wieku. W czasie II wojny światowej uległa zniszczeniu przez hitlerowców. Obecnie pozostał po niej pusty plac przed ośrodkiem zdrowia w mieście.